# Чеккарелли, Эди
Э́ди Чеккаре́лли (англ. Edie Ceccarelli; 5 февраля 1908 года — 
22 февраля 2024) — американская супердолгожительница итальянского происхождения, возраст которой подтверждён Исследовательской группой геронтологии (GRG) а также Группой LongeviQuest (LQ). Она стала самым старым ныне живым человеком в американском штате Калифорния после смерти Милы Мангольд 2 июля 2022 года и старейшим подтверждённым человеком, проживающим в США, после смерти Бесси Хендрикс 3 января 2023 года. Также она являлась 2-м старейшим живущим человеком в мире после Марии Браньяс Мореры и была 29 старейшим верифицированным человеком в истории. Её возраст составлял 116 лет 17 дней.

## Биография
Эди (полное имя Эдит, англ. Edith) родилась 5 февраля 1908 года в Уиллитсе, штат Калифорния, США.
Она вышла замуж за Элмера Брик Кинана и переехала в Санта-Розу, штат Калифорния. Её муж работал пресс-секретарём демократов Санта-Розы.
После смерти супруга (1984), в 1986 году вышла замуж за Чарльза Чеккарелли, который умер в 1990 году.
Эди Чеккарелли до 107 лет жила в собственном доме, после чего переехала в дом для престарелых. В феврале 2019 года ей исполнилось 111 лет, за последние несколько лет её когнитивные способности ослабли, но она все ещё могла ходить с помощью ходунков.
Эди Чеккарелли жила в Уиллитсе, Калифорния и являлась 2-м старейшим живущим человеком в мире, чей возраст был подтверждён GRG.
Эдди Чекарелли скончалась 22 февраля 2024 года в возрасте 116 лет 17 дней. После её смерти 2-м старейшим живым человеком на Земле стала Томико Итоока из Японии, а старейшим живым человеком в США стала Элизабет Фрэнсис.

## Рекорды долгожителя
- 16 августа 2022 года Эди Чеккарелли вошла в число 100 старейших верифицированных людей в мировой истории.
- 19 августа 2022 года вошла в пятёрку старейших ныне живущих людей.
- 5 февраля 2023 года стала 64-м верифицированным человеком в истории, отметившим своё 115-летие.
- 28 апреля 2023 года Эди Чеккарелли вошла в число 50 старейших верифицированных людей в истории.
- 20 июля 2023 года вошла в число 40 старейших верифицированных людей в истории.
- 12 декабря 2023 года после смерти Фусы Тацуми стала 2-м из старейших ныне живущих людей в мире
- 21 декабря 2023 года вошла в число 30 старейших верифицированных людей в истории.
- 5 февраля 2024 года стала 29-м человеком, отметившим 116 лет.